# Skinhatás
A skin-hatás vagy más néven skin-effektus az áram és a vezető keresztmetszetének egyik jelensége. 

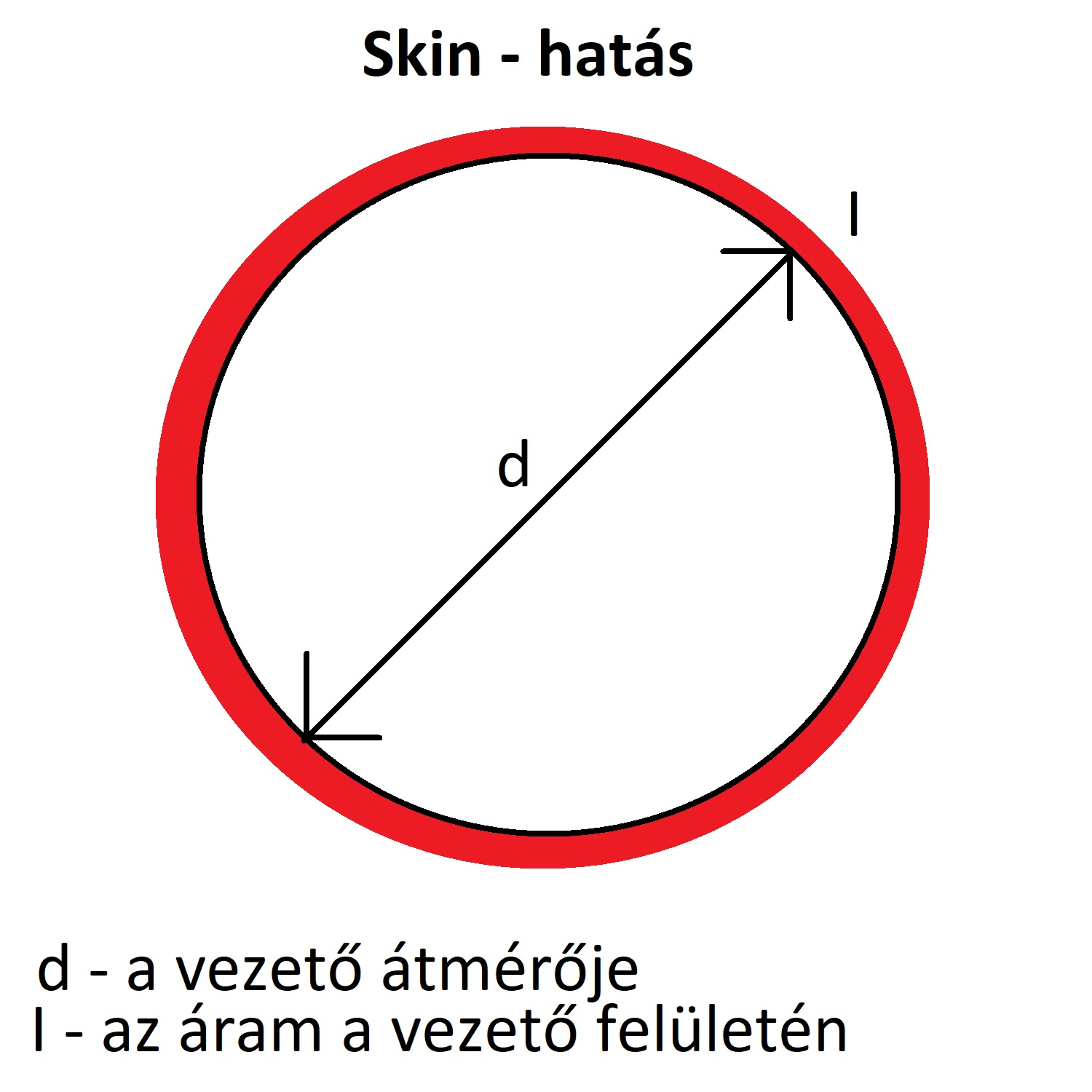
A skin-hatás szemléltetése a vezető felületén

Egyenáram esetén az áram a vezető anyag keresztmetszetén egyenletesen oszlik el, az áramsűrűség a keresztmetszet bármely részén azonos. Váltóáramnál (főképp magas frekvencián) ez nem érvényes, a huzal ellenállása nagyobb, mint amikor egyenáram folyik rajta. A változást a vezetőt körülvevő és a frekvencia ütemében változó mágneses tér okozza, amely a vezetőben az örvényáramhoz hasonló áramot hoz létre.
A Lenz-törvény értelmében ez az áram nem örvényszerű, hanem a mágneses teret létrehozó árammal ellentétes irányú. A két áram egymást taszítja, a járulékos mágneses tér a vezető áramát a felületre szorítja. A jelenséget skin-hatásnak vagy skin-effektusnak nevezzük.

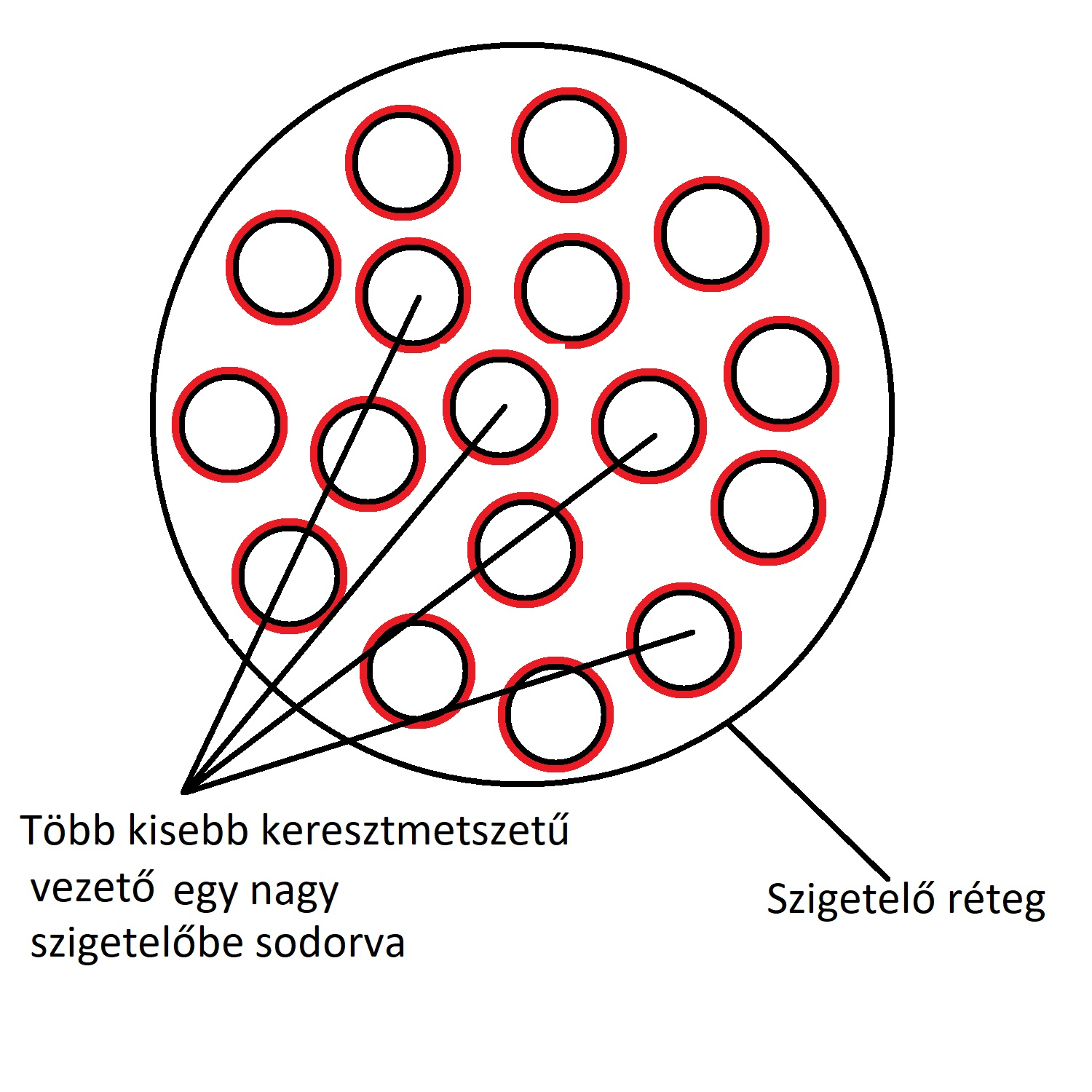
Veszteségek csökkentése sodrott huzallal

## A hasznos keresztmetszet és eredő ellenállás számítása
{\displaystyle r={\frac {d}{2}}}
{\displaystyle \omega =2\pi f}
{\displaystyle \mu =\mu _{0}\mu _{r}}
{\displaystyle A=r^{2}\pi }
{\displaystyle R={\frac {l}{\rho A}}}
{\displaystyle f_{\delta =r}={\frac {8\rho }{2\pi d^{2}\mu }}}
{\displaystyle \delta ={\sqrt {\frac {2\rho }{\omega \mu }}}}
{\displaystyle r'=r-\delta }
{\displaystyle d'=2r'}
{\displaystyle A'=r^{2}\pi -r'^{2}\pi }
{\displaystyle R'={\frac {l}{\rho A'}}}
Bemenő paraméterek:
- d - a vezető átmérője
- l - a vezető hossza
- f - a vezetőben folyó váltóáram frekvenciája
- ρ - a vezető fajlagos ellenállása
- μr - a vezető mágneses permeabilitása
- μ0 - a vákuum mágneses permeabilitása

Számított paraméterek:
- r - a vezető sugara
- A - a vezető keresztmetszete
- R - a vezető ellenállása
- fδ=r - a maximális frekvencia, ami az adott átmérőjű vezető teljes keresztmetszetén átfolyhat
- δ - a behatolási mélység
- r' - a vezető azon részének sugara, amelyben nem folyik áram
- d' - a vezető azon részének átmérője, melyben nem folyik áram
- A' - a vezető hasznos keresztmetszete
- R' - a vezető ellenállása a vezetőben folyó váltóáram frekvenciáján

## A skinhatás számítása c programmal
```
#include
 
<stdio.h>

#include
 
<math.h>

// compile: gcc -o skin.c -lm -o skin

float
 
rho
,
 
mu_r
;

float
 
mu_0
=
4
*
M_PI
*
0.000001
;

void
 
get_rm
(){

	
int
 
n
;

	
printf
(
"A vezeték adatai:
\n
"
);

	
printf
(
"1:réz
\n
2:alumínium
\n
3:vas
\n
4:ezüst
\n
5:arany
\n
"
);

	
printf
(
"254:Megadás kézzel
\n
Válasz:"
);

	
scanf
(
"%d"
,
&
n
);

	
switch
(
n
){

		
case
 
1
:
 
rho
=
0.000000017
;
mu_r
=
0.99999
;
break
;

		
case
 
2
:
 
rho
=
0.000000028
;
mu_r
=
1.0000043
;
break
;

		
case
 
3
:
 
rho
=
0.0000001
;
mu_r
=
2000
;
break
;

		
case
 
4
:
 
rho
=
0.000000016
;
mu_r
=
0.999975
;
break
;

		
case
 
5
:
 
rho
=
0.000000023
;
mu_r
=
0.99997
;
break
;

		
default
:

			
printf
(
"A vezeték fajlagos ellenállása (Ωm):"
);
scanf
(
"%f"
,
&
rho
);

			
printf
(
"A vezeték mágneses permeabilitása (Vs/Am):"
);
scanf
(
"%f"
,
&
mu_r
);

			
break
;

	
}

}

void
 
main
(){

	
float
 
f
,
d
,
l
;

	
printf
(
"Frekvencia (Hz):"
);
scanf
(
"%f"
,
&
f
);

	
float
 
omega
=
2
*
M_PI
*
f
;

	
printf
(
"Vezeték átmérője (mm):"
);
scanf
(
"%f"
,
&
d
);

	
d
=
d
/
1000
;

	
float
 
r
=
d
/
2
;

	
float
 
A
=
r
*
r
*
M_PI
;

	
printf
(
"Vezeték hossza (m):"
);
scanf
(
"%f"
,
&
l
);

	
get_rm
();

	
float
 
mu
=
mu_0
*
mu_r
;

	
float
 
fh
=
(
8
*
rho
)
/
(
2
*
M_PI
*
d
*
d
*
mu
);

	
printf
(
"Határfrekvencia, amikor az áram még a vezető teljes átmérőjén átjut: %f Hz
\n
"
,
fh
);

	
float
 
delta
=
sqrt
((
2
*
rho
)
/
(
omega
*
mu
));

	
printf
(
"Behatolási mélység: %f mm
\n
"
,
delta
*
1000
);

	
float
 
rr
=
r
-
delta
;

	
float
 
Ah
;

	
if
(
f
>
fh
){
Ah
=
A
-
rr
*
rr
*
M_PI
;}
else
{
Ah
=
A
;}

	
printf
(
"Hatásos keresztmetszet: %f mm^2
\n
"
,
Ah
*
1000
*
1000
);

	
float
 
R
=
l
*
(
rho
/
Ah
);

	
printf
(
"A vezetékszakasz ellenállása: %f Ω
\n
"
,
R
);

}

```